# Fontainebleau Las Vegas
Fontainebleau Las Vegas ist ein Hotel am Las Vegas Strip, das 2023 eröffnet wurde.

## Baugeschichte
Der Bau am Gebäude begann im Jahr 2007 unter dem Namen Fontainebleau Resort Hotel, Ende des Jahres 2009 erreichte es seine Endhöhe von 224 Metern. Die Bauarbeiten wurden jedoch aus Finanzierungsschwierigkeiten im Frühjahr 2010 bis auf Weiteres gestoppt, obwohl sogar ein Großteil der Fassade bereits installiert worden war. Die Eröffnung war für Mitte 2010 vorgesehen, allerdings konnte dieser Termin wegen des Baurückstandes, besonders bei der Inneneinrichtung, nicht gehalten werden.
Im Februar 2010 erwarb Carl Icahn das Hotel während einer Zwangsversteigerung und erklärte, dass es keine Pläne gebe, die Baumaßnahmen bald wieder beginnen zu lassen. Die Kosten für die Vollendung des Bauwerks wurden zu dieser Zeit auf 1,5 Milliarden US-Dollar geschätzt.
Im Oktober 2010 wurden Einrichtungen versteigert, die ursprünglich für die Ausstattung des Hotels verwendet werden sollten. So kaufte beispielsweise das Plaza Hotel & Casino Teppichböden, Möbel und Matratzen für eine umfangreiche Renovierung. Im November 2015 wurde das Gebäude für 650 Millionen US-Dollar zum Verkauf angeboten. 2017 kaufte schließlich eine Investitionsgesellschaft das Anwesen für 600 Millionen US-Dollar. Anfang 2018 wurde bekanntgegeben, dass es fertig gebaut und unter dem Namen The Drew im Jahr 2020 eröffnet werden solle. Dazu kam es jedoch nicht, auch ein verschobener geplanter Eröffnungstermin 2021 wurde nicht eingehalten.
Ende 2021 hat überraschend der ursprüngliche Entwickler Jeffrey Soffer das Gebäude wieder erworben und dem Projekt wieder den ursprünglichen Namen Fontainebleau gegeben. Die Eröffnung erfolgte am 16. Dezember 2023, 16 Jahre nach Baubeginn. Mit einer Höhe von 224 Metern ist es das höchste Gebäude der Stadt. Die Anzahl der Etagen beträgt 67. Der nahegelegene Stratosphere Tower ist höher (350 m), gilt aber nicht als Gebäude, sondern als Bauwerk.

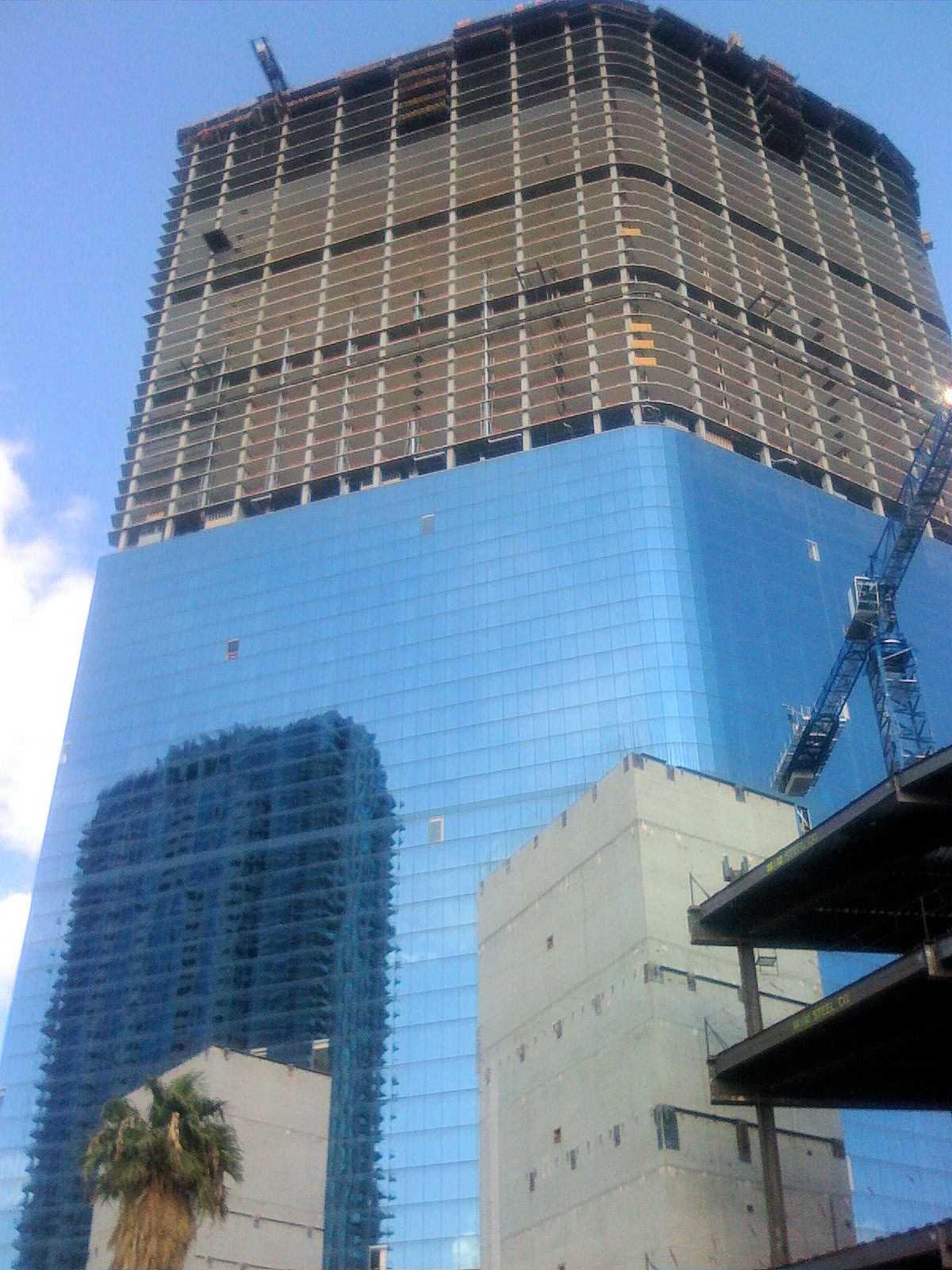
Baustand im Oktober 2008
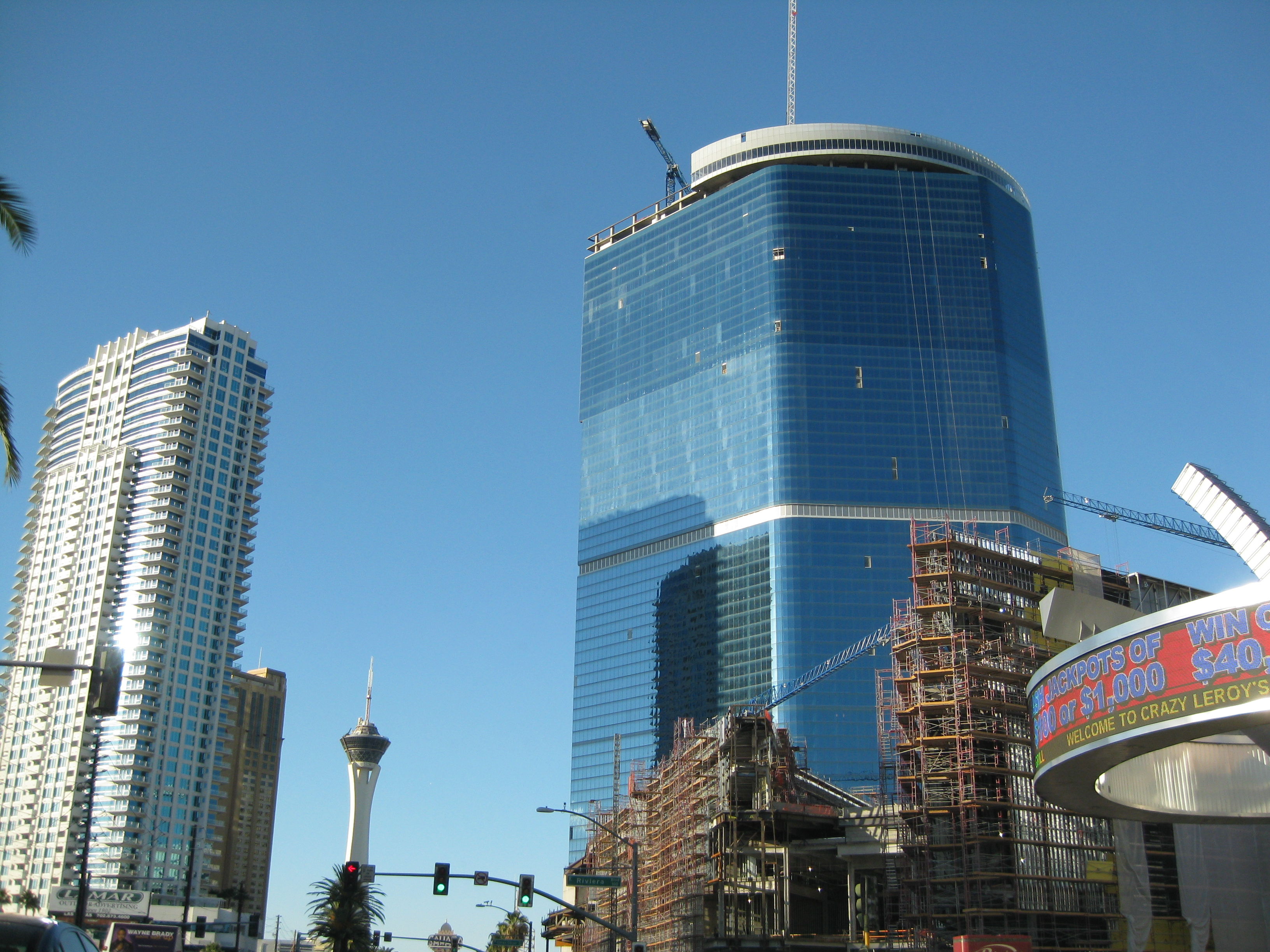
Das Bauwerk im Frühjahr 2009